# مطثية كزازية
المِطَثِّيّة الكُزازية أو مغزلي الكزاز  أو الكلوستريديوم تيتاني 
(بالإنجليزية: Clostridium tetani)‏ هي بكتيريا إيجابية الغرام لاهوائيّة من جنس المطثية. تظهر هذه البكتيريا على شكل مضرب التنس تحت المجهر. كما تتواجد على شكل أبواغ في التّربة أو على شكل طفيليّات داخل الجهاز الهضمي للحيوانات. تنتج المطثية الكزازية ذيفاناً يسمّى بالتيتانوسبازمين، وهو يسبب أعراض الكزاز.

## تاريخها
كان الكزاز Tetanus معروفاً عند الشعوب القديمة، الذين لاحظوا العلاقة بين الجروح والتشنجات العضلية القاتلة. في 1884، قام آرثر نيكولاير Arthur Nicolaier بعزل المادة السامة للكزاز والتي تشبه الإستركنين (مادة قلوية سامة) سموم الستركنين من بكتريا لاهوائية تعيش بشكل حر في التربة. تم التعرف على مسببات المرض بشكل أوسع في عام 1890 بواسطة انطونيو كارل Antonio Carle وجورجيو راتوني Giorgio Rattone، الذان أثبتا إمكانية انتقال الكزاز للمرة الأولى. حيث نجحا في نقل الإصابة عن طريق حقن العصب الوركي للأرانب بالصديد المستخرج من حالة كزاز بشرية قاتلة حدثت في العام نفسه. في عام 1889، تم عزل مطثية كزازية من ضحية بشرية، بواسطة كيتاساتو شيباسابورو، و الذي أثبت لاحقاً أن هذا الكائن يمكن أن يسبب مرضاً عندما يتم حقنه في الحيوانات، وأن السم يمكن معادلته بواسطة أجسام مضادة متخصصة. في 1897، أكتشف إدموند نوكارد Edmond Nocard أن مضادات سم الكزاز antitoxin تحفز المناعة الكامنة مناعة سلبية في البشر، ويمكن استخدامها في مجالي العلاج و الوقاية.
تم تطوير لقاح الكزاز بواسطة P. Descombey في عام 1924، تم استخدامه بشكل موسع لمنع الإصابات التي تتولد عن طريق الجروح أثناء الحرب العالمية الثانية.

## الصفات المميزة
المطثيات الكزازية  لها شكل عصوي، وهي لاهوائية إجبارية موجبة الجرام في المزارع الحديثة؛ قد تصبح سالبة الجرام في المزارع الأقدم. أثناء النمو الخضري، لا يستطيع هذا الكائن العيش في وجود الأوكسجين ، كما أنه أيضاً يتأثر بالحرارة ويُظهر حركة سوطية. عندما تنضج البكتريا، تُنتج جرثومة طرفية، هي المسؤولة عن المظهر المميز لها. جراثيم المطثيات الكزازية شديدة التحمل والمقاومة حيث أنها تقاوم الحرارة وأغلب المطهرات . هذه الجراثيم واسعة الإنتشار في السماد الذي تتم معالجة التربة به ويمكن أن تتواجد أيضاً على بشرة الإنسان.

## التحصين
يمكن الوقاية من الكزاز عن طريق لقاح الكزاز ذو الفعالية العالية، المكون من سم التيتانوس الذي تم إخماده عن طريق الفورمالدهايد لكي يولد رد فعل مناعي دون حدوث المرض. يمكن إنتاج اللقاح بتركيبة بسيطة أو مكثفة، كما يوجد لقاح يجمع كلا من سم التيتانوس وفيروس شلل الأطفال المقتول، أو اللقاح الثلاثي القديم المكون من (الدفتريا، الكزاز، السعال الديكي) لقاح ثلاثي. الآثار الجانبية نادرة الحدوث، وإن حدثت، فهي تشمل حمى، ألم ( قد يستمر لفترة طويلة) في مكان الحقن، وبكاء لم يتم تفسيره في الأطفال الرضُع، كما قد يحدث تهيج في الأطفال الأكبر سناً والبالغين.
ردات الفعل الشديدة نادرة الحدوث وإن حدثت فقد تشتمل على صدمة الحساسية anaphylaxis، نوبات صرع و إعتلال دماغي. يُنصح عادة بأن يحصل الرضع على اللقاح في عمر شهرين، أربعة أشهر، ستة أشهر، و 15 شهر ({}). ويُعطى الأطفال جرعة منشطة في عمر 4-6 سنوات ({}). بعد ذلك، يتم إعطاؤه كل عشر سنوات. مع ذلك، فإنه في حال التعرض لخدش، عضة، أو وخزة بعد أكثر من خمس سنوات على آخر جرعة لقاح، فإنه يجب على المرضى أخذ جرعة لقاحية أخرى.

## السمية
عادة ماتدخل المطثيات الكزازية العائل عن طريق جرح في الجلد، ثم تتكاثر. الأشخاص الأكثر عرضة للإصابة هم الذين يتعاملون مع التربة وفضلات الحيوانات. تنتشر الجراثيم بشكل واسع في التربة وفي أمعاء وفضلات الخيول، الأغنام، الكلاب، القطط، الفئران، الأبقار، الدجاج، والخنازير الغينية. التربة التي تتم معالجتها بالاسمدة تحتوي على أعداد كبيرة من الجراثيم. في المناطق الزراعية، نسبة كبيرة من الأشخاص البالغين قد يؤون هذا الكائن. قد تتواجد الجراثيم على سطح الجلد وفي الهيروين الملوث. ما أن تبدأ الإصابة، فإن المطثيات الكزازية تنتج نوعين من السموم الخارجية، هما تتانوسبازمين وtetanolysin.
تم التعرف على إحدى عشر سلالة من المطثيات الكزازية، والتي تختلف فيما بينهما في مولد الضد الخاص بالسوط وفي قابليتها لإنتاج سم التيتانوسبسامين.
الجينات المسؤولة عن إنتاج السم تتواجد على بلازميد تحمله كل السلالات السامة، كما أن كل السلالات القادرة على إنتاج سموم تنتج سموم متطابقة.
سم التيتانوليسين ليس ذو فائدة معلومة للمطثيات الكزازية. في حين أن التيتانوسبسامين سم عصبي يسبب الأعراض المرضية للكزاز. يتم إنتاج سم التيتانوس داخل البكتريا الحية، وتفرزه عندما تتحلل، مثل مايحدث عند إنبات الجراثيم أو النمو الخضري. يتطلب إفراز السموم حداً أدنى من النمو الخضري أو إنبات الجراثيم.

## تركيب الجينوم
المطثيات الكزازية تمتلك جينوم يحتوي على 2.80 Mbp مع 2,373 من الجينات التي تحمل شفرات مسؤولة عن تكوين البروتينات.